# Piper diguaense
Piper diguaense är en pepparväxtart som beskrevs av Truman George Yuncker. Piper diguaense ingår i släktet Piper och familjen pepparväxter. Inga underarter finns listade i Catalogue of Life.